# Prinzessin-Anne-Gletscher
Der Prinzessin-Anne-Gletscher ist ein Gletscher in der antarktischen Ross Dependency. In der Queen Elizabeth Range fließt er aus dem Gebiet südlich des Mount Bonaparte zwischen dem Cotton-Plateau und dem Bartrum-Plateau zum Marsh-Gletscher.
Die Nordgruppe einer von 1961 bis 1962 durchgeführten Kampagne im Rahmen der New Zealand Geological Survey Antarctic Expedition benannte ihn nach Prinzessin Anne (* 1950), einzige Tochter der britischen Monarchin Elisabeth II.